# 十亩地乡
十亩地乡是中国陕西省汉中市佛坪县下辖的一个乡。

## 行政区划
十亩地乡下辖以下行政区：
十亩地村、谭家河村、案板沟村、凤凰村、联合村